# Бутень одуряющий
Бу́тень одуря́ющий, или опьяня́ющий (лат. Chaerophýllum témulum) — травянистое растение, вид рода Бутень семейства Зонтичные (Umbelliferae). Лектотип рода.
Обычно двулетнее растение, произрастающее по лесным опушкам, по обочинам дорог, железнодорожным насыпям, пустырям и другим нарушенным местообитаниям. Ядовито.

## Ботаническое описание

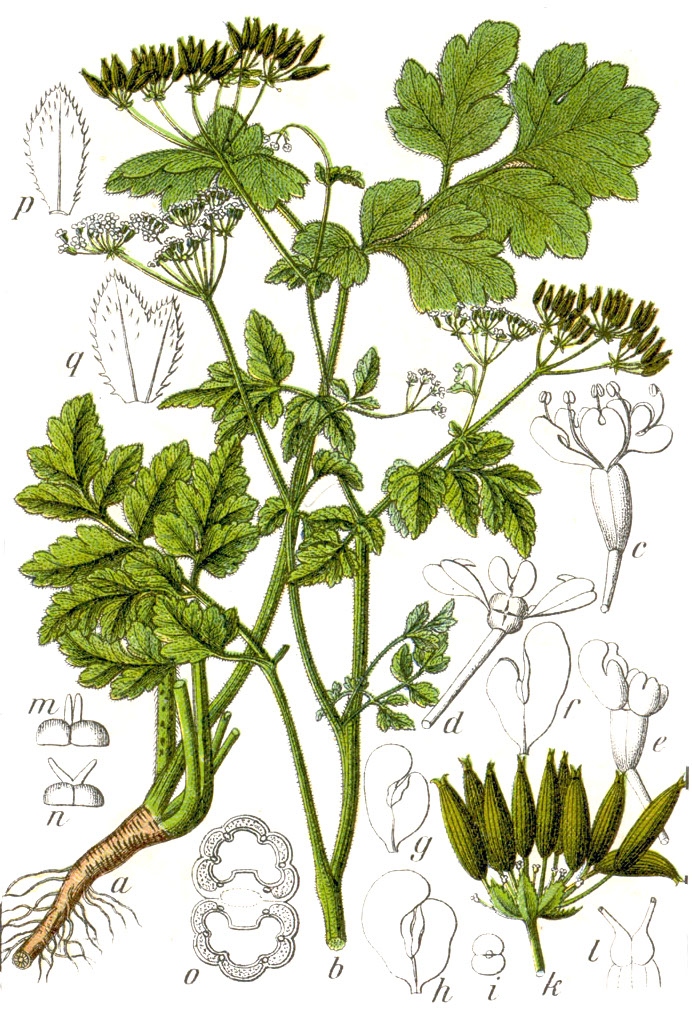

Двулетнее, реже однолетнее или монокарпическое многолетнее травянистое растение 40—80(100—120) см высотой, с тонким веретеновидным корнем. От бутеня клубненосного отличается отсутствием клубневидного утолщения в основании стебля.
Стебель прямостоячий, округлый в сечении, полый, продольно бороздчатый, в нижней части с фиолетовыми или тёмно-красными пятнами, покрытый жёстким опушением, слабо вздутый под листьями.
Листья дважды — трижды перистонадрезанные, с коротким жестковатым опушением, нижние — на черешках, верхние — менее рассечённые, с тупыми широкояйцевидными дольками.
Цветки в сложных зонтиках, состоящих из 6—12 зонтичков, обёртка обычно отсутствует либо из одного листочка, обёрточки имеются, с пятью—восемью заострёнными ланцетными листочками, нередко срастающимися, с плёнчатым реснитчатым краем. Имеются однополые и обоеполые цветки. Лепестки обычно белые, реже красноватые или желтоватые, наружные — более крупные.
Вислоплодники удлинённояйцевидные, 5—7 мм длиной и 1—1,5 мм шириной, блестящие, голые. Внешняя сторона семянок с пятью рубцами и четырьмя бороздками, рубцы к зрелости жёлто-коричневые, бороздки тёмно-коричневые; внутренняя сторона вогнутая.

## Распространение
Растение, распространённое в Европе и на Кавказе. В России — чаще в чернозёмной полосе, повсюду довольно редко. Встречается в лиственных и смешанных лесах, а также как сорное, в нарушенных местообитаниях.

## Хозяйственное значение и применение
Ядовитое растение, во всех частях содержит херофилин — бескислородный летучий алкалоид, раздражающий оболочку кишечника и при всасывании оказывающий наркотическое действие. Отравления наблюдались у лошадей, свиней, крупного рогатого скота, ягнят. Для лечения отравления используется танин, танинсодержащие и адсорбирующие вещества.

## Таксономия

### Синонимы
- Bellia temulenta (L.) Bubani, 1899
- Chaerophyllum aureum sensu L., 1767, non 1753
- Chaerophyllum geniculatum Gilib., 1782, nom. inval.
- Chaerophyllum temulentum L., 1755
- Myrrhis temula (L.) All., 1785
- Myrrhis temulenta (L.) Sm., 1805
- Polgidon temulum (L.) Raf., 1840
- Scandix nutans Moench, 1794
- Scandix temula (L.) Roth, 1788
- Selinum temulum (L.) E.H.L.Krause, 1904